# Vasilij Kandinski
Vasilij Vasiljevič Kandinski (rusko Васи́лий Васи́льевич Канди́нский), ruski slikar, grafik in umetnostni teoretik, * 16. december (4. december, ruski koledar) 1866, Moskva, Rusija,  † 13. december 1944, Neuilly-sur-Seine, Francija. 
Kandinski velja za enega najpomembnejših umetnikov 20. stoletja in začetnika abstraktnega slikarstva. Rojen v Moskvi, otroštvo je preživel v Odesi, kjer je diplomiral na umetniški šoli v Odesi. Vpisal se je na univerzo v Moskvi, kjer je študiral pravo in ekonomijo. Ker je bil v svojem poklicu uspešen, so mu ponudili mesto profesorja (katedra za rimsko pravo) na univerzi v Dorpatu (danes Tartu, Estonija). Kandinski je začel študirati slikarstvo (življenjsko risanje, skiciranje in anatomijo) pri 30 letih.
Leta 1896 se je Kandinski naselil v Münchnu, kjer je študiral najprej na zasebni šoli Antona Ažbeta in nato na Akademiji za likovno umetnost. V Moskvo se je vrnil leta 1914 po izbruhu prve svetovne vojne. Po ruski revoluciji je Kandinski »postal notranji sodelavec kulturne uprave Anatolija Lunačarskega« in pomagal ustanoviti Muzej slikarske kulture. Vendar pa je bil do takrat »njegov duhovni pogled ... tuj argumentiranemu materializmu sovjetske družbe« in priložnosti so se ponudile v Nemčiji, kamor se je vrnil leta 1920. Leta 1917 se je poročil z Nino Nikolajevno Andrejevsko (1893–1980), tri leta kasneje mu je umrl sin Vsevolod. V letih 1922-1933 je Kandinski deloval kot učitelj v Bauhausu v Weimarju, Dessauu in Berlinu. V tem času v njegovih slikah prevladujejo geometrijske oblike. Leta 1924 je skupaj z Lyonelom Feiningerjem, Paulom Kleejem in Aleksejem von Javlenskim ustanovil umetniško skupino Die Blauen Vier. Leta 1926 je izšlo njegovo teoretično delo Punkt und Linie zu Fläche. Leta 1928 je pridobil nemško državljanstvo. Z zaprtjem Bauhausa je leta 1933 zapustil Nemčijo in se preselil v Francijo. Leta 1937 so nacisti njegove slike razstavili v razstavi z imenom Entartete Kunst (degenerirana umetnost) in 57 njegovih del so zasegli. 
Nato se je preselil v Francijo, kjer je živel do konca svojega življenja, leta 1939 pa je postal francoski državljan in ustvaril nekaj svojih najvidnejših umetnin. Umrl je v Neuilly-sur-Seine leta 1944.

## Zgodnje življenje
Kandinski se je rodil v Moskvi kot sin Lidije Tičejeve in Vasilija Silvestroviča Kandinskega, trgovca s čajem. Ena od njegovih prababic je bila princesa Gantimurova. Kandinski se je med bivanjem v Moskvi učil iz različnih virov. Med šolanjem je študiral številna področja, med drugim pravo in ekonomijo. Kasneje v življenju se je spomnil, da so ga kot otroka fascinirale in spodbujale barve. Njegova fascinacija z barvno simboliko in psihologijo se je nadaljevala, ko je odraščal.
Leta 1889, pri 23 letih, je bil del etnografske raziskovalne skupine, ki je odpotovala v regijo Vologda severno od Moskve. V Pogledih v preteklost pripoveduje, da so bile hiše in cerkve okrašene s tako lesketajočimi se barvami, da je ob vstopu vanje začutil, da se premika v sliko. Ta izkušnja, kot tudi njegovo preučevanje ljudske umetnosti regije (zlasti uporaba svetlih barv na temnem ozadju), so se odražale v večini njegovih zgodnjih del.
Nekaj let pozneje je slikanje prvič primerjal s komponiranjem glasbe na način, po katerem je postal znan, ko je zapisal: »Barva je klaviatura, oči so harmonija, duša je klavir s številnimi strunami. Umetnik je roka, ki igra, se dotakne ene ali druge tipke, da povzroči vibracije v duši«.
Kandinski je bil tudi stric rusko-francoskega filozofa Alexandra Kojèva (1902–1968).

## Umetniška obdobja
Ustvarjanje abstraktnega dela Kandinskega je sledilo dolgemu obdobju razvoja in zorenja intenzivne misli, ki je temeljila na njegovih umetniških izkušnjah. To predanost notranji lepoti, gorečnosti duha in duhovni želji je imenoval »notranja nujnost«; to je bil osrednji vidik njegove umetnosti. Nekateri umetnostni zgodovinarji domnevajo, da se je strast Kandinskega do abstraktne umetnosti začela, ko je nekega dne, ko se je vrnil domov, v svojem ateljeju našel eno od svojih slik, obešeno z glavo navzdol in vanjo nekaj časa strmel, preden je ugotovil, da je to njegovo lastno delo, kar mu je nakazalo potencialno moč abstrakcije.
Leta 1896, pri 30 letih, je Kandinski opustil obetavno kariero poučevanja prava in ekonomije, da bi se vpisal na münchensko akademijo, kjer je bil med njegovimi učitelji sčasoma tudi Franz von Stuck. Ni mu bil takoj odobren sprejem in se je umetnosti začel učiti sam. Istega leta si je pred odhodom iz Moskve ogledal razstavo Monetovih slik. Posebej ga je prevzel impresionistični slog Kopic; to je zanj imelo močan občutek za barve, skoraj neodvisen od samih predmetov. Kasneje je o tej izkušnji zapisal:

Da gre za kopice, me je obvestil katalog. Nisem ga mogel prepoznati. To nepriznavanje je bilo zame boleče. Menil sem, da slikar nima pravice slikati nerazločno. Topo sem čutil, da manjka predmet slike. In presenečeno in zmedeno sem opazil, da me je slika ne samo prevzela, ampak se mi je neizbrisno vtisnila v spomin. Slikarstvo je dobilo pravljično moč in sijaj. — Vasilij Kandinski
Na Kandinskega je v tem obdobju podobno vplivala opera Lohengrin Richarda Wagnerja, ki je po njegovem mnenju potisnil meje glasbe in melodije onkraj standardne lirike. Nanj je duhovno vplivala tudi Madame Blavatsky (1831–1891), najbolj znana predstavnica teozofije. Teozofska teorija trdi, da je stvarjenje geometrijsko napredovanje, ki se začne z eno samo točko. Ustvarjalna plat oblike je izražena s padajočim nizom krogov, trikotnikov in kvadratov. Knjigi Kandinskega O duhovnem v umetnosti (1910) in Točka in črta na ravnino (1926) odmevata to teozofsko načelo. Ilustracije Johna Varleyja v Thought-Forms (1901) so nanj vizualno vplivale.

### Metamorfoza
Poleti 1902 je Kandinski povabil Gabriele Münter, da se mu pridruži na njegovih poletnih tečajih slikanja južno od Münchna v Alpah. Ponudbo je sprejela in njun odnos je postal bolj oseben kot profesionalen. Umetniška šola, ki je običajno veljala za težko, je bila za Kandinskega lahka. V tem času se je začel pojavljati kot likovni teoretik in tudi slikar. Število njegovih obstoječih slik se je v začetku 20. stoletja povečalo; veliko je ostalo od pokrajin in mest, ki jih je slikal s širokimi barvnimi nanosi in prepoznavnimi oblikami. Večinoma pa na slikah Kandinskega ni bilo človeških figur; izjema je Nedelja, Stara Rusija (1904), v kateri Kandinski poustvari zelo barvit (in domišljijski) pogled na kmete in plemiče pred obzidjem mesta. Par na konju (1907) prikazuje moškega na konju, ki drži žensko, medtem ko jezdita mimo ruskega mesta s svetlečimi zidovi čez modro reko. Konj je utišan, medtem ko se listi na drevesih, mesto in odsevi v reki lesketajo v pegah barv in svetlosti. To delo prikazuje vpliv pointilizma na način, kako se globinska ostrina strne v ravno, luminiscenčno površino. V teh zgodnjih delih je očiten tudi fovizem. Barve se uporabljajo za izražanje izkušnje Kandinskega s temo, ne pa za opis objektivne narave.
Morda je najpomembnejša njegova slika iz prvega desetletja 1900-ih Modri jezdec (1903), ki prikazuje majhno figuro v plašču na hitrem konju, ki drvi po skalnatem travniku. Jahačev plašč je srednje modre barve, ki meče temnejšo modro senco. V ospredju so bolj amorfne modre sence, primerki padajočih dreves v ozadju. Modri jezdec na sliki je izrazit (vendar ni jasno definiran), konj pa ima nenaravno hojo (kar je Kandinski moral vedeti). Ta namerna disjunkcija, ki gledalcem omogoča sodelovanje pri ustvarjanju umetniškega dela, je postala vse bolj zavestna tehnika, ki jo je Kandinski uporabljal v naslednjih letih; vrhunec je dosegla v abstraktnih delih 1911–1914. V Modrem jezdecu Kandinski jezdeca prikaže bolj kot vrsto barv kot v posebnih podrobnostih. Ta slika v tem pogledu ni izjemna v primerjavi s sodobnimi slikarji, vendar kaže, v katero smer bo Kandinski ubral le nekaj let pozneje.
Od leta 1906 do 1908 je Kandinski preživel veliko časa na potovanjih po Evropi (bil je sodelavec moskovske simbolistične skupine Modra vrtnica), dokler se ni naselil v majhnem bavarskem mestu Murnau. Leta 1908 je kupil izvod Miselnih oblik Annie Besant in Charlesa Websterja Leadbeaterja. Leta 1909 se je pridružil Teozofskemu društvu. V tem času je bila naslikana Modra gora (1908–1909), ki je pokazala njegovo težnjo k abstrakciji. Modro goro obdajata dve široki drevesi, eno rumeno in eno rdeče. Spodaj križa procesija s tremi jezdeci in več drugimi. Obrazi, oblačila in sedla jezdecev so enobarvni in ne oni ne hodeče figure ne prikazujejo nobenih resničnih podrobnosti. Ravne ploskve in konture prav tako kažejo na vpliv fauvistov. Široka uporaba barv v Modri gori ponazarja nagnjenost Kandinskega k umetnosti, v kateri je barva predstavljena neodvisno od oblike in v kateri je vsaki barvi namenjena enaka pozornost. Kompozicija je bolj ploskovna; slika je razdeljena na štiri sklope: nebo, rdeče drevo, rumeno drevo in modro goro s tremi jezdeci.
- Akhtyrka, 1901, Lenbachhaus, Kunstarealm, München
- Nedelja, Stara Rusija, 1904, Museum Boijmans Van Beuningen, Rotterdam
- Lied (šanson), 1906
- Par na konju, 1906–07, Lenbachhaus, München
- Modra gora, 1908–09, Muzej Solomon R. Guggenheim, New York
- Hiše v Münchnu, 1908, Muzej Von der Heydt, Wuppertal
- Murnau, vlak in grad, 1909, Lenbachhaus, München

### ObdobjeModrega jezdeca(1911–1914)
Slike Kandinskega iz tega obdobja so velike, ekspresivne barvne mase, ovrednotene neodvisno od oblik in linij; te jih ne razmejujejo več, ampak se prosto prekrivajo in tvorijo slike izjemne moči. Glasba je bila pomembna za rojstvo abstraktne umetnosti, saj je po naravi abstraktna; ne poskuša predstavljati zunanjega sveta, temveč izraža notranje občutke duše na neposreden način. Kandinski je včasih uporabljal glasbene izraze za identifikacijo svojih del; svoje najbolj spontane slike je imenoval improvizacije, bolj dovršena dela pa je opisal kot kompozicije.
Poleg slikarstva je bil Kandinski teoretik umetnosti; njegov vpliv na zgodovino zahodne umetnosti izvira morda bolj iz njegovih teoretskih del kot iz njegovih slik. Pomagal je ustanoviti Neue Künstlervereinigung München (Münchensko združenje novih umetnikov), leta 1909 je postal njegov predsednik. Vendar skupina ni mogla združiti radikalnega pristopa Kandinskega (in drugih) s konvencionalnimi umetniškimi koncepti in skupina je konec leta 1911 razpadla. Kandinski je nato s podobno mislečimi ustanovil novo skupino Modri jezdec (nemško Der Blaue Reiter) z umetniki, kot so August Macke, Franz Marc, Albert Bloch in Gabriele Münter. Skupina je izdala almanah (Der Blaue Reiter Almanach) in pripravila dve razstavi. Vsakega je bilo načrtovanih več, vendar je izbruh prve svetovne vojne leta 1914 končala te načrte in poslala Kandinskega nazaj v Rusijo prek Švice in Švedske.
Njegovo pisanje v Der Blaue Reiter Almanach in razprava O duhovnem v umetnosti (ki je izšla leta 1910) sta bila hkrati obramba in promocija abstraktne umetnosti ter potrditev, da so vse oblike umetnosti enako sposobne doseči raven duhovnosti. Verjel je, da je barvo v sliki mogoče uporabiti kot nekaj avtonomnega, poleg vizualnega opisa predmeta ali druge oblike.
Te ideje so imele skoraj takojšen mednarodni vpliv, zlasti v angleško govorečem svetu. Že leta 1912 je O duhovnem v umetnosti recenziral Michael Sadleir v londonskem Art Newsu. Zanimanje za Kandinskega je hitro naraslo, ko je Sadleir leta 1914 objavil angleški prevod knjige O duhovnem v umetnosti (nemško Über das Geistige in der Kunst). Izvlečki iz knjige so bili tistega leta objavljeni v reviji Blast Percyja Wyndhama Lewisa in tedenskem kulturnem časopisu Alfreda Oragea The New Age. Vendar je Kandinski prejel nekaj obvestila že prej v Britaniji; leta 1910 je sodeloval na razstavi Allied Artists' Exhibition (organiziral jo je Frank Rutter) v londonski Royal Albert Hall. Posledica tega je bilo njegovo delo, ki ga je umetnik Spencer Frederick Gore v reviji The Art News pohvalil za to oddajo.
Sadleirjevo zanimanje za Kandinskega je vodilo tudi do tega, da so prva dela Kandinskega vstopila v britansko umetniško zbirko; Sadleirjev oče, Michael Sadler, je leta 1913 po obisku očeta in sina, da bi se srečala s Kandinskim v Münchnu, pridobil več lesografik in abstraktno sliko Fragment za kompozicijo VII. Ta dela so bila med letoma 1913 in 1923 razstavljena v Leedsu, bodisi na univerzi bodisi v prostorih Leeds Arts Cluba.
- Prvi Abstraktni akvarel brez naslova, 1910–1913, Center Pompidou, Pariz[26]
- Krava, 1910, Lenbachhaus, München
- Študija za improvizacijo V, 1910
- Lirika, 1911
- Pokrajina z dvema topoloma, 1912
- Mit Dem Schwarzen Bogen, 1912, Pompidoujev center, Pariz[27]
- Pokrajina z rdečimi lisami, št. 2, 1913
- Barvna študija: kvadrati s koncentričnimi krogi, 1913
- Kompozicija VI, 1913
- Slika z rdečim madežem, 1914

### Vrnitev v Rusijo (1914–1921)
Sonce stopi vso Moskvo v eno točko, ki kot nora tuba zavibrira vse srce in vso dušo. Ampak ne, ta enoličnost rdeče ni najlepša ura. Je le zadnji akord simfonije, ki vsako barvo ponese do zenita življenja, ki ga Moskva prisili in dovoli, da zazveni kot fortissimo velikega orkestra.— vasilij Kandinski
Od leta 1918 do 1921 je bil Kandinski vpleten v kulturno politiko Rusije in je sodeloval pri umetniškem izobraževanju in muzejski reformi. V tem obdobju je malo slikal, svoj čas pa je posvetil likovnemu poučevanju s programom, ki temelji na analizi forme in barv; pomagal je tudi pri organizaciji Inštituta za umetniško kulturo v Moskvi (katerega prvi direktor je bil). Njegov duhovni, ekspresionistični pogled na umetnost so radikalni člani inštituta nazadnje zavrnili kot preveč individualističnega in buržoaznega. Leta 1921 je Kandinskega povabil v Nemčijo, da bi obiskoval Bauhaus v Weimarju, njegov ustanovitelj, arhitekt Walter Gropius.

### Nazaj v Nemčijo in Bauhaus (1922–1933)
Maja 1922 se je udeležil mednarodnega kongresa naprednih umetnikov in podpisal Ustanovno proklamacijo Zveze naprednih mednarodnih umetnikov.
Kandinski je poučeval osnovni tečaj oblikovanja za začetnike in tečaj napredne teorije na Bauhausu; vodil je tudi tečaje slikanja in delavnico, na kateri je svojo barvno teorijo nadgradil z novimi elementi psihologije forme. Razvoj njegovih del o preučevanju oblik, zlasti o točkah in črtnih oblikah, je privedel do objave njegove druge teoretične knjige (Point and Line to Plane) leta 1926. Njegova raziskovanja učinkov sil na ravne črte, ki vodijo do kontrastnih tonov ukrivljenih in kotnih črt, so sovpadala z raziskavami gestalt psihologov, o katerih delu so razpravljali tudi na Bauhausu. Geometrijski elementi so dobivali vedno večji pomen tako v njegovem poučevanju kot v slikanju - zlasti krog, polkrog, kot, ravne črte in krivulje. To obdobje je bilo zelo produktivno. Za to svobodo je v njegovih delih značilna obdelava ravnin, bogatih z barvami in gradacijami – kot v Rumeno-rdeče-modro (1925), kjer Kandinski ponazarja svojo distanco do takrat vplivnih gibanj konstruktivizma in suprematizma.
Dva metra široka slika Rumeno-rdeče-modro (1925) ima več glavnih oblik: navpični rumeni pravokotnik, nagnjen rdeči križ in velik temno moder krog; množica ravnih (ali vijugastih) črnih črt, krožnih lokov, monokromatskih krogov in razpršenih barvnih šahovnic prispeva k njeni občutljivi kompleksnosti. Ta preprosta vizualna identifikacija oblik in glavnih barvnih mas, prisotnih na platnu, je le prvi pristop k notranji resničnosti dela, katere vrednotenje zahteva globlje opazovanje – ne le oblik in barv, vključenih v sliko, temveč njihov odnos, njihovo absolutno in relativno lego na platnu in njihovo harmonijo.
Kandinski je bil eden od skupine Die Blaue Vier (Modri štirje), ki je bila ustanovljena leta 1923 s Paulom Kleejem, Lyonelom Feiningerjem in Alexejem von Javlenskim na pobudo Galke Scheyer, ki je od leta 1924 promovirala njihovo delo v Združenih državah Amerike. Zaradi sovražnosti desničarjev je Bauhaus leta 1925 zapustil Weimar in odšel v Dessau. Po nacistični kampanji blatenja je Bauhaus leta 1932 iz Dessaua odšel v Berlin, kjer je ostal do razpustitve julija 1933. Kandinski je nato zapustil Nemčijo in se naselil v Pariz.
- Mali svetovi I, 1922, Narodna galerija Danske, København[31]
- Na belem II, 1923, Pompidoujev center, Pariz
- Krogi v krogu, 1923, Philadelphia Museum of Art, Filadelfija
- Več krogov, 1926, Solomon R. Guggenheim Museum, New York
- Mehko trdo, 1927
- Notranja zveza, 1929, Albertina, Vienna

### Velika sinteza (1934–1944)
Kandinski, ki je živel v stanovanju v Parizu, je svoje delo ustvarjal v ateljeju v dnevni sobi. Na njegovih slikah se pojavljajo biomorfne oblike z gibkimi, negeometričnimi obrisi – oblike, ki nakazujejo mikroskopske organizme, a izražajo umetnikovo notranje življenje. Kandinski je uporabil izvirne barvne kompozicije, ki spominjajo na slovansko ljudsko umetnost. Občasno je tudi mešal pesek z barvo, da je svojim slikam dal zrnato, rustikalno teksturo.
To obdobje ustreza sintezi prejšnjega dela Kandinskega, v katerem je uporabil vse elemente in jih obogatil. V letih 1936 in 1939 je naslikal svoji zadnji dve veliki kompoziciji, tip dovršenih platen, ki jih že vrsto let ni ustvaril. Kompozicija IX ima močno kontrastne močne diagonale, katerih središčna oblika daje vtis zarodka v maternici. Majhni barvni kvadratki in barvni pasovi izstopajo na črnem ozadju Kompozicije X kot zvezdni delci (ali filamenti), medtem ko zagonetni hieroglifi pastelnih tonov pokrivajo veliko kostanjevo gmoto, ki se zdi, kot da lebdi v zgornjem levem kotu platna. Pri Kandinskem so nekatere značilnosti očitne, nekateri prijemi pa bolj diskretni in zastrti; razodevajo se le postopoma tistim, ki poglabljajo svojo povezanost z njegovim delom. Svoje forme (ki jih je pretanjeno harmoniziral in umestil) je nameraval odzvanjati z dušo opazovalca.
- Rjava s prilogo, 1935, Museum Boijmans Van Beuningen, Rotterdam
- Kompozicija IX, 1936, Musée national d'art moderne, Paris
- Kompozicija X, 1939, Kunstsammlung Nordrhein-Westfalen, Düsseldorf
- Various Actions, 1941, Solomon R. Guggenheim Museum, New York
- Krog in kvadrat, 1943, Musée national d'art moderne, Pariz

## Kandinskijevo pojmovanje umetnosti

### Umetnik kot prerok
Kandinski se je s pisanjem, da je »glasba največja učiteljica«, lotil prvih sedmih od svojih desetih kompozicij. Prve tri so ohranjene le na črno-belih fotografijah, ki jih je posnela kolegica umetnica in prijateljica Gabriele Münter. Kompozicijo I (1910) je uničil britanski zračni napad na mesto Braunschweig na Spodnjem Saškem v noči na 14. oktober 1944.
Medtem ko obstajajo študije, skice in improvizacije (zlasti Kompozicije II), je nacistični napad na Bauhaus v 1930-ih povzročil zaplembo prvih treh Kompozicij Kandinskega. Razstavljene so bile na državno sponzorirani razstavi Degenerated Art in nato uničeni (skupaj z deli Paula Kleeja, Franza Marca in drugih sodobnih umetnikov).
Očaran nad krščansko eshatologijo in dojemanjem prihajajoče nove dobe, je pogosta tema prvih sedmih Kompozicij Kandinskega apokalipsa (konec sveta, kot ga poznamo). Kandinski je v svoji knjigi O duhovnem v umetnosti pisal o umetniku kot preroku in je v letih neposredno pred prvo svetovno vojno ustvaril slike, ki prikazujejo prihajajočo kataklizmo, ki bo spremenila individualno in družbeno resničnost. Ker je predano veroval v pravoslavno krščanstvo, se je Kandinski opiral na svetopisemske zgodbe o Noetovi barki, Jonu in kitu, Kristusovem vstajenju, štirih jezdecih Apokalipse v knjigi Razodetja, ruskih ljudskih pravljicah in običajnih mitoloških izkušnjah smrti in ponovnega rojstva. Nikoli ni poskušal prikazati nobene od teh zgodb kot pripovedi, je uporabil njihove prikrite podobe kot simbole arhetipov smrti–ponovnega rojstva in uničenja–ustvarjanja, za katere je menil, da so neizbežne v svetu pred prvo svetovno vojno.
Kot je izjavil v knjigi Concerning the Spiritual in Art (glej spodaj), je Kandinski menil, da avtentični umetnik, ki ustvarja umetnost iz 'notranje nuje', živi na vrhu navzgor gibljive piramide. Ta napredujoča piramida prodira in napreduje v prihodnost. Kar je bilo še včeraj nenavadno ali nepredstavljivo, je danes vsakdanje; kar je danes avantgarda (in jo razumejo le redki), je jutri splošno znano. Sodobni umetnik-prerok stoji sam na vrhu piramide, dela nova odkritja in napoveduje jutrišnjo realnost. Kandinski se je zavedal nedavnega znanstvenega razvoja in napredka sodobnih umetnikov, ki so prispevali k radikalno novim načinom videnja in doživljanja sveta.
Kompozicija IV in poznejše slike se ukvarjajo predvsem z vzbuditvijo duhovne resonance pri gledalcu in umetniku. Tako kot v svoji sliki apokalipse ob vodi (Kompozicija VI) Kandinski postavi gledalca v situacijo doživljanja teh epskih mitov, tako da jih prevede v sodobne izraze (z občutkom obupa, nemirov, nujnosti in zmede). To duhovno občestvo gledalca-slike-umetnika/preroka je mogoče opisati v mejah besed in podob.

### Umetniški in duhovni teoretik
Kot kažejo eseji v almanahu Der Blaue Reiter in teoretiziranje s skladateljem Arnoldom Schoenbergom, je Kandinski izrazil tudi občestvo med umetnikom in gledalcem, ki je na voljo tako čutom kot umu (sinestezija). Ko je med slikanjem slišal tone in akorde, je Kandinski teoretiziral, da je (na primer) rumena barva srednjega C na medeninasti trobenti; črna je barva zaključka in konca stvari; in da kombinacije barv proizvajajo vibracijske frekvence, podobne akordom, zaigranim na klavirju. Leta 1871 se je mladi Kandinski naučil igrati klavir in violončelo.
Kandinski je razvil tudi teorijo geometrijskih likov in njihovih odnosov, pri čemer je (na primer) trdil, da je krog najbolj mirna oblika in predstavlja človeško dušo [neuspešno preverjanje] Te teorije so razložene v Točki in premici na ravnino.
Legendarna scenografija Kandinskega za predstavo Slike z razstave Musorgskega ponazarja njegov sinestetični koncept univerzalne korespondence oblik, barv in glasbenih zvokov. Leta 1928 je bila glasba premierno uprizorjena v gledališču v Dessauu. Leta 2015 so bile originalne zasnove scenskih elementov animirane s sodobno video tehnologijo in sinhronizirane z glasbo po pripravljalnih zapisih Kandinskega in režijskem scenariju Felixa Kleeja.
V drugi epizodi z Münterjem v letih bavarskega abstraktnega ekspresionizma je Kandinski delal na Kompoziciji VI. Po skoraj šestmesečnem preučevanju in pripravah je načrtoval, da delo vzbudi potop, krst, uničenje in ponovno rojstvo hkrati. Ko je orisal delo na leseni plošči v velikosti freske, je postal blokiran in ni mogel nadaljevati. Münter mu je povedal, da je ujet v svoj intelekt in da ne doseže pravega subjekta slike. Predlagal je, naj preprosto ponovi besedo uberflut ('potop' ali 'poplava') in se osredotoči na njen zvok in ne na pomen. Ponavljajoč to besedo kot mantro, je Kandinski naslikal in dokončal monumentalno delo v treh dneh.

## Osebno življenje
Po diplomi leta 1892 se je Kandinski poročil s svojo sestrično Anjo Čimiakino in postal predavatelj prava na Univerzi v Moskvi.
Poleti 1902 je Kandinski povabil Gabriele Münter, da se mu pridruži na njegovih poletnih tečajih slikanja južno od Münchna v Alpah. Ponudbo je sprejela in njun odnos je postal bolj oseben kot profesionalen. Leta 1911 je bil nemški ekspresionistični slikar eden od več umetnikov, ki so se pridružili Kandinskemu v njegovi skupini Modri jezdec (Der Blaue Reiter), ki se je končala z začetkom prve svetovne vojne.
Kandinski in Müntrova sta se zaročila poleti 1903, ko je bil še poročen z Anjo in je do leta 1908 veliko potoval po Evropi, Rusiji in Severni Afriki. Od Anje se je ločil leta 1911.
Od leta 1906 do 1908 je Kandinski potoval po Evropi. Leta 1909 je Müntrova kupila poletno hišo v majhnem bavarskem mestecu Murnau in zakonca sta tam z veseljem gostila kolege. Lastnina je še vedno znana kot Russenhaus in kasneje je klet uporabila za skrivanje številnih del (Kandinskega in drugih) pred nacisti. Po vrnitvi v München je Kandinski leta 1909 ustanovil Neue Kunstler Vereinigung (Združenje novih umetnikov).
V Moskvo se je vrnil leta 1914, ko je izbruhnila prva svetovna vojna. Odnos med Kandinskym in Müntrovo se je poslabšal zaradi medsebojnih napetosti in razočaranj nad njegovo nezavezanostjo zakonu. Njuno razmerje se je uradno končalo leta 1916 v Stockholmu.
Leta 1916 je spoznal Nino Nikolajevno Andrejevsko (1899–1980), s katero se je poročil 11. februarja 1917, ko je imela ona 17 ali 18 let, on pa 50 let. Konec leta 1917 se jima je rodil sin Vsevolod ali Lodja, kot so ga klicali v družini. Lodja je umrl junija 1920 in otrok ni bilo več.
Po ruski revoluciji je imel priložnost v Nemčiji, kamor se je vrnil leta 1920. Tam je od leta 1922 poučeval na šoli za umetnost in arhitekturo Bauhaus, dokler je nacisti leta 1933 niso zaprli.
Nato se je z ženo preselil v Francijo, kjer je živel do konca svojega življenja, leta 1939 je postal francoski državljan in ustvaril nekaj svojih najpomembnejših umetnin.
Umrl je v Neuilly-sur-Seine 13. decembra 1944.

## Umetniški trg
Leta 2012 je Christie's na dražbi prodal Kandinskijevo Studie für Improvisation 8 (Študija za improvizacijo 8), pogled iz leta 1909 na moškega, ki vihti meč v mavrični vasi, za 23 milijonov dolarjev. Slika je bila od leta 1960 posojena Kunstmuseumu Winterthur v Švici in jo je evropskemu zbiratelju prodala fundacija Volkart, dobrodelna veja švicarskega trgovskega podjetja Volkart Brothers. Pred to prodajo je bil umetnikov zadnji rekord postavljen leta 1990, ko je Sotheby's prodal njegovo Fugo (1914) za 20,9 milijona dolarjev. 16. novembra 2016 je Christie's dal na dražbo veliko abstraktno sliko Kandinskega Rigide et courbé (Togo in upognjeno) iz leta 1935 za 23,3 milijona dolarjev, kar je bil nov rekord za Kandinskega. Solomon R. Guggenheim je prvotno kupil sliko neposredno od umetnika leta 1936, vendar po letu 1949 ni bila več razstavljena; leta 1964 ga je muzej Solomon R. Guggenheim prodal na dražbi zasebnemu zbiratelju.

## Nacisti so izropali umetnost
Julija 2001 je Jen Lissitzky, sin umetnika El Lissitzkyja, vložil restitucijski zahtevek proti fundaciji Beyeler v Baslu v Švici za Improvizacijo 10 Kandinskega. Poravnava je bila dosežena leta 2002.
Leta 2013 je družina Lewenstein vložila zahtevek za vrnitev Kandinskega Slike s hišami, ki jo hrani muzej Stedelijk. Leta 2020 je odbor, ki ga je ustanovil nizozemski minister za kulturo, našel napako v ravnanju odbora za restitucijo, kar je povzročilo škandal, ko sta dva njegova člana, vključno s predsednikom, odstopila. Kasneje istega leta je sodišče v Amsterdamu odločilo, da lahko muzej Stedelijk obdrži sliko iz judovske zbirke Lewenstein kljub nacistični kraji. Vendar se je avgusta 2021 amsterdamski mestni svet odločil, da sliko vrne družini Lewenstein.
Leta 2017 so Robert Colin Lewenstein, Francesca Manuela Davis in Elsa Hannchen Guidotti vložili tožbo proti Bayerische Landesbank (BLB) za vrnitev Kandinskega Das Bunte Leben.